# Luana Vicente
Luana Tamara de Oliveira Vicente (30 de enero de 1994) es una deportista brasileña que compitió en bádminton. Ganó una medalla de plata en los Juegos Panamericanos de 2015, en la prueba de dobles.

## Palmarés internacional
| Juegos Panamericanos | Juegos Panamericanos | Juegos Panamericanos | Juegos Panamericanos |
| Año                  | Lugar                | Medalla              | Prueba               |
| -------------------- | -------------------- | -------------------- | -------------------- |
| 2015                 | Toronto (Canadá)     | Medalla de plata     | Dobles               |